# Eleição municipal de Londrina em 2004
A eleição municipal de Londrina em 2004 ocorreu em 3 de outubro de 2004. O prefeito era Nedson Luiz Micheleti, do PT, que tentou a reeleição, e então foi reeleito prefeito de Londrina no segundo turno.
Passados quatro anos, o prefeito Nedson Luiz Micheleti pôde concorrer a reeleição. O prefeito cassado em 2000 Antonio Belinati do PSL, articulou-se como candidato a prefeito de Londrina numa tentativa de conquistar o quarto mandato. Houve impugnação do registro de sua candidatura em Londrina onde o juiz eleitoral concedeu o registro, mas o Tribunal Regional Eleitoral cassou a decisão de primeira instância, e o TSE garantiu a candidatura por 4 votos a 3 (votaram a favor de Belinati - Recurso Especial nº 23351 - ministros Humberto Gomes Barros relator do voto vencedor, Caputo Bastos, Carlos Velloso e Gilmar Mendes e contra os ministros - Presidente do TSE Sepúlveda Pertence, Luiz Carlos Madeira e o então relator Francisco Peçanha Martins). Realizado o segundo turno entre Antonio Belinati e Nedson Luiz Micheleti, o governador Roberto Requião e a candidatos derrotados Luiz Carlos Hauly pelo PSDB (seu candidato a vice prefeito Eder Pimenta * - PSB, foi substituído em 27 de setembro, pelo ex prefeito de Londrina e ex deputado federal Wilson Rodrigues Moreira do PSDB ) e Elza Correia do PMDB decidiram oficializar o apoio formal ao candidato do PT. Enquanto os candidatos derrotados Barbosa Neto filiado ao PDT e Alex Canziani do PTB se uniram em prol da candidatura de Antonio Belinati. Nedson Luiz Micheleti sagrou-se vitorioso em segundo turno contra o ex-prefeito cassado em 2000, Antonio Belinati .

## Candidatos
|  | Nº | Candidato(a) a prefeito | Candidato(a) a prefeito                          | Candidato(a) a vice-prefeito | Candidato(a) a vice-prefeito                                                       | Coligação |
|  | -- | ----------------------- | ------------------------------------------------ | ---------------------------- | ---------------------------------------------------------------------------------- | --- |
|  | 12 |                         | Barbosa Neto (PDT) Homero Barbosa Neto           |                              | Chico Galli (PPS) Francisco Luiz Prando Galli                                      | 100% Londrina - Partido Democrático Trabalhista (PDT) - Partido Popular Socialista (PPS) |
|  | 13 |                         | Nedson Micheleti (PT) Nedson Luiz Micheleti      |                              | Luís Fernando Dias (PT) Luís Fernando Pinto Dias                                   | Bem Londrina - Partido dos Trabalhadores (PT) - Partido Trabalhista Nacional (PTN) - Partido Social Cristão (PSC) - Partido Comunista Brasileiro (PCB) - Partido Liberal (PL) - Partido dos Aposentados da Nação (PAN) - Partido Humanista da Solidariedade (PHS) - Partido Comunista do Brasil (PCdoB) |
|  | 14 |                         | Alex Canziani (PTB) Alex Canziani Silveira       |                              | Maria Inez (PTB) Maria Inez Gomes                                                  | Londrina muda pra Melhor - Partido Trabalhista Brasileiro (PTB) - Partido Republicano Progressista (PRP) - Partido de Reedificação da Ordem Nacional (PRONA) |
|  | 15 |                         | Elza Correia (PMDB) Elza Pereira Correia         |                              | Leonilso Jaqueta (PMDB) Leonilso Jaqueta                                           | Coragem Londrina - Partido do Movimento Democrático Brasileiro (PMDB) |
|  | 17 |                         | Antonio Belinati (PSL) Antonio Casemiro Belinati |                              | Carlos Bordin (PP) Carlos Alberto de Castro Bordin                                 | A Vitória do Povo - Partido Social Liberal (PSL) - Partido Progressista (PP) |
|  | 33 |                         | Félix Ribeiro (PMN) Félix Ribeiro                |                              | Álvaro Brochado (PMN) Álvaro Cláudio Amorim Brochado                               | Sem coligação - Partido da Mobilização Nacional (PMN) |
|  | 43 |                         | Naudemar Nascimento (PV) Naudemar Nascimento     |                              | Lázaro Gorini (PV) Lázaro Alfredo Machado Gorini                                   | Sem coligação - Partido Verde (PV) |
|  | 45 |                         | Luiz Carlos Hauly (PSDB) Luiz Carlos Jorge Hauli |                              | Eder Pimenta * (PSB) Eder Pimenta de Oliveira Wilson Moreira (PSDB) Wilson Moreira | Londrina Melhor - Partido da Social Democracia Brasileira (PSDB) - Partido Socialista Brasileiro (PSB) - Partido da Frente Liberal (PFL) - Partido da Social Democrata Cristão (PSDC) - Partido Trabalhista do Brasil (PTdoB)                                                                           |

## Resultados da eleição para prefeito
| 1º Turno 3 de outubro de 2004 | 1º Turno 3 de outubro de 2004 | 1º Turno 3 de outubro de 2004 | 1º Turno 3 de outubro de 2004 |
| Candidato(a)                  | Vice                          | Votação                       | Votação                       |
| Candidato(a)                  | Vice                          | Total                         | Porcentagem                   |
| ----------------------------- | ----------------------------- | ----------------------------- | ----------------------------- |
| Antonio Belinati (PSL)        | Carlos Bordin (PP)            | 85.649                        | 32,10%                        |
| Nedson Micheleti (PT)         | Luis Fernando Dias (PT)       | 72.640                        | 27,22%                        |
| Luiz Carlos Hauly (PSDB)      | Wilson Moreira (PSDB)         | 63.877                        | 23,94%                        |
| Barbosa Neto (PDT)            | Chico Galli (PPS)             | 29.313                        | 10,99%                        |
| Elza Correia (PMDB)           | Leonilso Jaqueta (PMDB)       | 7.366                         | 2,76%                         |
| Alex Canziani (PTB)           | Maria Inez (PTB)              | 5.081                         | 1,90%                         |
| Félix Ribeiro (PMN)           | Álvaro Brochado (PMN)         | 1.469                         | 0,55%                         |
| Naudemar Nascimento (PV)      | Lázaro Gorini (PV)            | 1.441                         | 0,54%                         |
| Total de votos válidos        | Total de votos válidos        | 266.836                       | 100,00%                       |
| Votos apurados                |                               |                               |                               |
| Votos válidos                 | Votos válidos                 | 266.836                       | 95,75%                        |
| Votos em branco               | Votos em branco               | 3.787                         | 1,36%                         |
| Votos nulos                   | Votos nulos                   | 8.064                         | 2,89%                         |
| Total de votos apurados       | Total de votos apurados       | 278.687                       | 100,00%                       |
| Eleitores                     |                               |                               |                               |
| Comparecimento                | Comparecimento                | 278.687                       | 84,88%                        |
| Abstenções                    | Abstenções                    | 49.653                        | 15,12%                        |
| Total de eleitores            | Total de eleitores            | 328.340                       | 100,00%                       |
| Segundo turno                 |                               |                               |                               |

| 2º Turno 31 de outubro de 2004 | 2º Turno 31 de outubro de 2004 | 2º Turno 31 de outubro de 2004 | 2º Turno 31 de outubro de 2004 |
| Candidato(a)                   | Vice                           | Votação                        | Votação                        |
| Candidato(a)                   | Vice                           | Total                          | Porcentagem                    |
| ------------------------------ | ------------------------------ | ------------------------------ | ------------------------------ |
| Nedson Micheleti (PT)          | Luís Fernando Dias (PT)        | 137.928                        | 53,25%                         |
| Antonio Belinati (PSL)         | Carlos Bordin (PP)             | 121.102                        | 46,75%                         |
| Total de votos válidos         | Total de votos válidos         | 259.030                        | 100,00%                        |
| Votos apurados                 |                                |                                |                                |
| Votos válidos                  | Votos válidos                  | 259.030                        | 95,02%                         |
| Votos em branco                | Votos em branco                | 3.533                          | 1,29%                          |
| Votos nulos                    | Votos nulos                    | 10.050                         | 3,69%                          |
| Total de votos apurados        | Total de votos apurados        | 272.613                        | 100,00%                        |
| Eleitores                      |                                |                                |                                |
| Comparecimento                 | Comparecimento                 | 272.613                        | 83,03%                         |
| Abstenções                     | Abstenções                     | 55.727                         | 16,97%                         |
| Total de eleitores             | Total de eleitores             | 328.340                        | 100,00%                        |
| Eleito(a)                      |                                |                                |                                |

### Vereadores Eleitos
| Candidatos                                   | Partido | Votos | Votos |
| Candidatos                                   | Partido | Total | %     |
| -------------------------------------------- | ------- | ----- | ----- |
| Marcelo Belinati Martins                     | PSL     | 6.578 | 2,51  |
| Tercílio Luiz Turini                         | PSDB    | 6.342 | 2,42  |
| Sidney Osmundo de Souza                      | PTB     | 6.075 | 2,32  |
| Arildo Paulo Domingues                       | PSDB    | 5.138 | 1,96  |
| Henrique Humberto Mesquita de Almeida Barros | PMDB    | 5.095 | 1,95  |
| Orlando Bonilha Soares Proença               | PL      | 4.462 | 1,70  |
| Roberto Yoshimitsu Kanashiro                 | PSDB    | 4.135 | 1,58  |
| Luiz Carlos Tamarozzi                        | PTB     | 3.544 | 1,35  |
| Renato Silvestre Araújo                      | PP      | 3.403 | 1,30  |
| Roberto Fú Lourenço                          | PDT     | 3.297 | 1,26  |
| Renato Teixeira Lemes                        | PSL     | 3.245 | 1,24  |
| Sandra Lúcia Graça Recco                     | PDT     | 2.842 | 1,09  |
| Flávio Anselmo Vedoato                       | PSC     | 2.795 | 1,07  |
| Gláudio Renato de Lima                       | PT      | 2.770 | 1,06  |
| Jamil Janene                                 | PDT     | 2.649 | 1,01  |
| Lourival Germano                             | PT      | 2.584 | 0,99  |
| Osvaldo Bergamin Sobrinho                    | PMDB    | 2.459 | 0,94  |
| Maria Ângela Santini                         | PT      | 2.219 | 0,85  |